# Давід Кемпф
Давід Кемпф (чеськ. David Kämpf, нар. 12 січня 1995, Їрков) — чеський хокеїст, нападник клубу НХЛ «Торонто Мейпл-Ліфс». Гравець збірної команди Чехії. Чемпіон світу.

## Ігрова кар'єра
Хокейну кар'єру розпочав на батьківщині 2010 року виступами за команду «Хомутов». На дорослому рівні дебютував в основі цього клубу в сезоні 2012–13 років.
19 квітня 2017 року Кемпф вирішив скористатися своїм правом залишитися в Хомутові ще на один рік, незважаючи на інтерес з боку команд НХЛ. Однак, лише через кілька тижнів, 1 травня підписав дворічний контракт початкового рівня з «Чикаго Блекгокс».
28 грудня 2017 року Давід дебютував у НХЛ, а свій перший гол закинув 12 січня 2018 року, зробивши свій внесок у перемогу над «Вінніпег Джетс» з рахунком 2–1.
28 липня 2021 року на правах вільного агента підписав дворічний контракт з клубом НХЛ «Торонто Мейпл-Ліфс».
28 червня 2023 року підписав з «Мейпл-Ліфс» чотирирічний контракт.
Був гравцем молодіжної збірної Чехії, у складі якої брав участь у 25 іграх.
Гравець національної збірної команди Чехії. У складі збірної став чемпіоном світу 2024 року.

## Статистика

### Клубні виступи
| Сезон        | Клуб                 | Ліга         | Регулярний сезон | Регулярний сезон | Регулярний сезон | Регулярний сезон | Регулярний сезон | Плей-оф | Плей-оф | Плей-оф | Плей-оф | Плей-оф |
| Сезон        | Клуб                 | Ліга         | І                | Г                | П                | О                | ШХ               | І       | Г       | П       | О       | ШХ      |
| ------------ | -------------------- | ------------ | ---------------- | ---------------- | ---------------- | ---------------- | ---------------- | ------- | ------- | ------- | ------- | ------- |
| 2010–11      | «Хомутов»            | ЧЕ U18       | 9                | 1                | 1                | 2                | 0                | —       | —       | —       | —       | —       |
| 2011–12      | «Пірати» (Хомутов)   | ЧЕ U18       | 42               | 17               | 29               | 46               | 2                | 2       | 2       | 0       | 2       | 2       |
| 2012–13      | «Пірати» (Хомутов)   | ЧЕ U18       | 14               | 13               | 13               | 26               | 8                | —       | —       | —       | —       | —       |
| 2012–13      | «Пірати» (Хомутов)   | ЧЕ U20       | 24               | 8                | 7                | 15               | 16               | 3       | 0       | 0       | 0       | 0       |
| 2012–13      | «Пірати» (Хомутов)   | ЧЕ           | 2                | 0                | 0                | 0                | 0                | —       | —       | —       | —       | —       |
| 2012–13      | «Кадань»             | Чехія 1      | 6                | 0                | 3                | 3                | 0                | 2       | 0       | 0       | 0       | 0       |
| 2013–14      | «Пірати» (Хомутов)   | ЧЕ U20       | 8                | 5                | 10               | 15               | 6                | 1       | 1       | 0       | 1       | 2       |
| 2013–14      | «Пірати» (Хомутов)   | ЧЕ           | 45               | 1                | 2                | 3                | 12               | —       | —       | —       | —       | —       |
| 2013–14      | «Кадань»             | Чехія 1      | 5                | 0                | 2                | 2                | 2                | —       | —       | —       | —       | —       |
| 2014–15      | «Пірати» (Хомутов)   | ЧЕ U20       | 3                | 0                | 6                | 6                | 6                | —       | —       | —       | —       | —       |
| 2014–15      | «Пірати» (Хомутов)   | Чехія 1      | 44               | 11               | 13               | 24               | 16               | 11      | 2       | 5       | 7       | 6       |
| 2015–16      | «Пірати» (Хомутов)   | ЧЕ           | 42               | 9                | 4                | 13               | 22               | 8       | 0       | 1       | 1       | 0       |
| 2015–16      | «Пірати» (Хомутов)   | ЧЕ U20       | —                | —                | —                | —                | —                | 1       | 2       | 0       | 2       | 2       |
| 2016–17      | «Пірати» (Хомутов)   | ЧЕ           | 52               | 15               | 16               | 31               | 16               | 15      | 3       | 7       | 10      | 6       |
| 2017–18      | «Рокфорд АйсГогс»    | АХЛ          | 33               | 7                | 11               | 18               | 14               | 13      | 1       | 0       | 1       | 2       |
| 2017–18      | «Чикаго Блекгокс»    | НХЛ          | 46               | 4                | 7                | 11               | 12               | —       | —       | —       | —       | —       |
| 2018–19      | «Чикаго Блекгокс»    | НХЛ          | 63               | 4                | 15               | 19               | 14               | —       | —       | —       | —       | —       |
| 2019–20      | «Чикаго Блекгокс»    | НХЛ          | 70               | 8                | 8                | 16               | 8                | 9       | 1       | 0       | 1       | 6       |
| 2020–21      | «Чикаго Блекгокс»    | НХЛ          | 56               | 1                | 11               | 12               | 20               | —       | —       | —       | —       | —       |
| 2021–22      | «Торонто Мейпл-Ліфс» | НХЛ          | 82               | 11               | 15               | 26               | 20               | 7       | 2       | 0       | 2       | 6       |
| 2022–23      | «Торонто Мейпл-Ліфс» | НХЛ          | 82               | 7                | 20               | 27               | 8                | 11      | 0       | 3       | 3       | 4       |
| 2023–24      | «Торонто Мейпл-Ліфс» | НХЛ          | 78               | 8                | 11               | 19               | 18               | 7       | 1       | 0       | 1       | 0       |
| 2024–25      | «Торонто Мейпл-Ліфс» | НХЛ          | 59               | 5                | 8                | 13               | 14               | 1       | 0       | 0       | 0       | 0       |
| Усього в ЧЕ  | Усього в ЧЕ          | Усього в ЧЕ  | 141              | 25               | 22               | 47               | 50               | 34      | 5       | 13      | 18      | 12      |
| Усього в НХЛ | Усього в НХЛ         | Усього в НХЛ | 536              | 48               | 95               | 143              | 114              | 35      | 4       | 3       | 7       | 16      |

### Збірна
| Рік                | Команда            | Турнір             | Місце              |    | І | Г | П  | О  | ШХ |
| ------------------ | ------------------ | ------------------ | ------------------ | -- | - | - | -- | -- | -- |
| 2012               | Чехія              | U17                | 8-е                | 5  | 0 | 0 | 0  | 4  |    |
| 2012               | Чехія              | МІГ18              | 4-е                | 5  | 1 | 0 | 1  | 0  |    |
| 2013               | Чехія              | ЮЧС                | 7-е                | 5  | 2 | 2 | 4  | 6  |    |
| 2014               | Чехія              | МЧС                | 6-е                | 5  | 1 | 1 | 2  | 4  |    |
| 2015               | Чехія              | МЧС                | 6-е                | 5  | 0 | 2 | 2  | 0  |    |
| 2022               | Чехія              | ЧС                 | 3                  | 6  | 2 | 1 | 3  | 0  |    |
| 2024               | Чехія              | ЧС                 | 1                  | 9  | 2 | 5 | 7  | 0  |    |
| Молодіжна збірна   | Молодіжна збірна   | Молодіжна збірна   | Молодіжна збірна   | 25 | 4 | 5 | 9  | 14 |    |
| Національна збірна | Національна збірна | Національна збірна | Національна збірна | 15 | 4 | 6 | 10 | 0  |    |